# Corrupción en Luxemburgo

Bandera de Luxemburgo

La corrupción en Luxemburgo es, en general, de nivel muy bajo. En el país hay un fuerte marco legal para la lucha contra la corrupción y las leyes anticorrupción se aplican de manera eficaz. A pesar de esto, la corrupción política aparece. Según el Barómetro Global de Transparencia Internacional de la Corrupción del año 2013, el 53 % de los hogares sometidos a encuesta dan a los partidos políticos «corruptos» o «extremamente corruptos», y el 33 % tienen la misma opinión sobre el Parlamento. Por otro lado, un número significativo de los hogares sometidos a encuesta consideran que la lucha del gobierno contra la corrupción es «ineficaz» y la corrupción ha aumentado en los últimos dos años.
En cuanto a los negocios y la corrupción, las empresas no consideran la corrupción un obstáculo para hacer negocios en Luxemburgo, según el Informe de Competitividad Global 2013-2014 del Foro Económico Mundial. Aun así, otras fuentes indican que la coincidencia entre los negocios y la política en Luxemburgo da oportunidades para la corrupción, y no existe un código de comportamiento centrado en la corrupción, de conflicto de intereses y el favoritismo de contratación de los funcionarios.

## Multinacionales
En noviembre de 2014 saltó el escándalo del pago de impuestos por parte de las grandes multinacionales en la Unión Europea. Varias grandes multinacionales que operan en la UE pagan sus impuestos a través de sociedades holding en Luxemburgo para evitar pagar impuestos en los respectivos países de la Unión. El motivo es el régimen fiscal pactado con el Gran Ducado de Luxemburgo, mucho más favorable que en el resto de la UE. Entre ellas, destacan Pepsi, Ikea, Burberry, Amazon, British American Tobacco (fabricante de Lucky Strike) o McGraw-Hill (propietaria de Standard & Poor’s). En el escándalo se vio implicado el presidente de la Comisión Europea Jean-Claude Juncker.